# Junonia almana
Junonia almana (denominada popularmente, em inglês, Peacock Pansy; na tradução para o português, "Amor-perfeito do pavão") é uma borboleta da família Nymphalidae e subfamília Nymphalinae, encontrada na região indo-malaia e com seu tipo nomenclatural coletado em Canton, China; também ocorrendo em Sri Lanka, Índia (incluindo Andamão e Nicobar), Myanmar, Malásia, Java, Sumatra, pequenas ilhas da Sonda, Taiwan e Filipinas. Foi classificada por Carolus Linnaeus, com a denominação de Papilio almana, em 1758, e sua descrição foi publicada na obra Systema Naturae. Suas lagartas se alimentam de plantas dos gêneros Acanthus, Asteracantha, Barleria, Blechum, Hemigraphis, Hygrophila, Ruellia, Strobilanthes, Alternanthera, Mimosa, Gloxinia, Osbeckia, Ludwigia, Plantago, Antirrhinum, Lindernia, Mimulus, Lippia e Phyla.

A região indo-malaia é o habitat de J. almana.[1]

## Descrição
Esta espécie possui envergadura chegando a pouco mais de 5 a 6 centímetros, quando desenvolvida; exibindo variação sazonal, ou polifenismo. Por cima ela não exibe grande variabilidade, com asas de coloração laranja-amarelada, com vistosos ocelos e com a forma de estação chuvosa exibindo marcações negras mais profundas e fortes, com as linhas terminais e finais mais claramente definidas, na borda das asas. Sua maior variabilidade sazonal está na face inferior: enquanto a forma de estação seca apresenta um padrão alar de folha ressequida a forma de estação chuvosa apresenta delineamentos negros, faixas em branco e notáveis manchas ocelares que incluem ocelos fundidos. Seu dimorfismo sexual é pouco aparente.

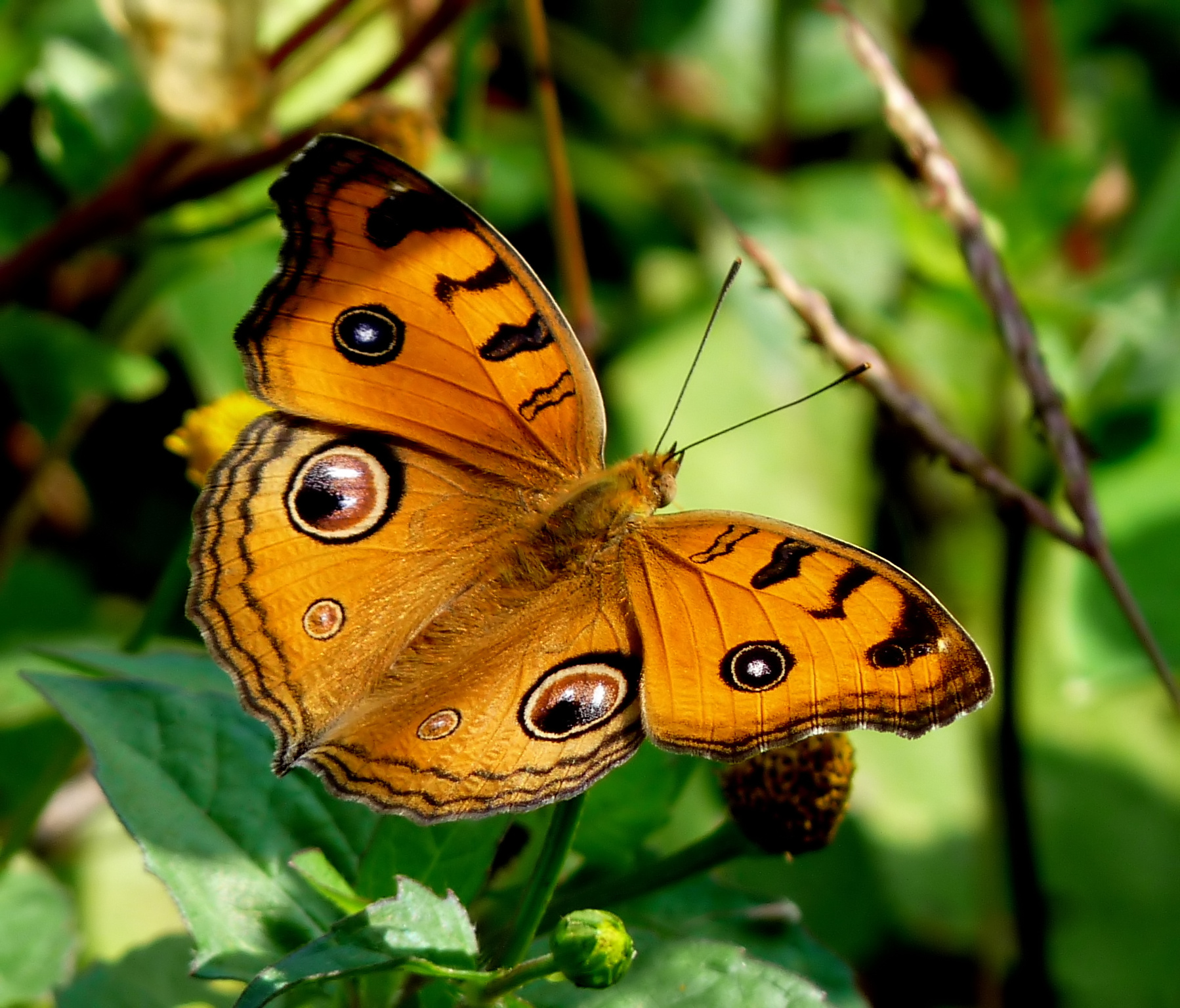
Fotografia da forma de estação seca de J. almana, vista superior. Em Kadavoor (Kerala; Índia) (© 2010 Jee & Rani Nature Photography).
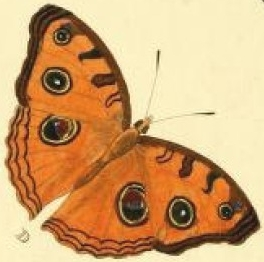
Ilustração, vista superior, da forma de estação chuvosa de J. almana; retirada de Aanhangsel van het werk, De uitlandsche kapellen : voorkomende in de drie waereld-deelen Asia, Africa en America (P. Cramer & C. Stoll).
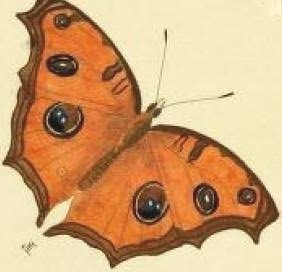
Ilustração, vista superior, da forma de estação seca de J. almana; retirada de Aanhangsel van het werk, De uitlandsche kapellen : voorkomende in de drie waereld-deelen Asia, Africa en America (P. Cramer & C. Stoll).
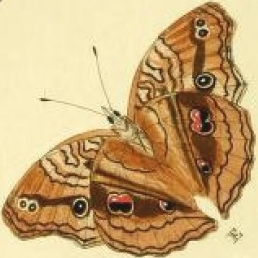
Ilustração, vista inferior, da forma de estação chuvosa de J. almana; retirada de Aanhangsel van het werk, De uitlandsche kapellen : voorkomende in de drie waereld-deelen Asia, Africa en America (P. Cramer & C. Stoll).
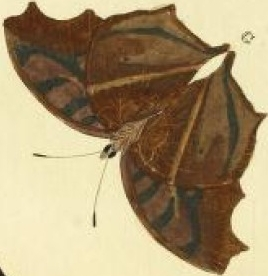
Ilustração, vista inferior, da forma de estação seca de J. almana; retirada de Aanhangsel van het werk, De uitlandsche kapellen : voorkomende in de drie waereld-deelen Asia, Africa en America (P. Cramer & C. Stoll).

## Hábitos e habitat
Esta espécie se encontra em uma grande variedade de habitats, incluindo florestas tropicais secundárias, floresta tropical pluvial de monções, plantações, zonas rurais e jardins, sendo ativa sob sol brilhante e preferindo áreas abertas, onde voa perto do solo.

## Subespécies
J. almana possui cinco subespécies:
- Junonia almana almana - Descrita por Linnaeus, em 1758, de espécime proveniente de Canton, China. Oriental Peacock Pansy
- Junonia almana javana - Descrita por Felder, em 1862, de espécime proveniente de Java.
- Junonia almana nikobarienis - Descrita por Felder, em 1862, de espécime proveniente das ilhas Nicobar, Índia. Nicobar Peacock Pansy
- Junonia almana sumbae - Descrita por Doherty, em 1891, de espécime proveniente de Sumba, Indonésia.
- Junonia almana battana - Descrita por Fruhstorfer, em 1906, de espécime proveniente de Patunuang, sul de Celebes.